# 최호주
최호주(崔浩周, 1992년 3월 10일~)는 대한민국의 축구 선수로 포지션은 공격수이다.

## 구단 경력
2014년, 단국대학교 시절 포항과 연습 경기 중 눈에 띄어 자유선발에서 뽑히게 되었다. 데뷔 시즌이었던 2015년에는 라자르, 박성호 등에 밀려 출장 기회를 얻지 못하다 내셔널리그 용인시청에 임대를 다녀왔다.
2016년에는 팀의 선수들이 많이 이탈하면서 최호주도 기회를 얻게 되었다. 5월 8일 서울과의 원정 경기에서 후반 종료 직전 라자르의 쐐기골을 도우며 K리그 클래식 첫 공격포인트를 기록했다.
2018 시즌을 앞두고 K리그 챌린지의 안산 그리너스 FC로 이적했다. 2018년 4월 7일 열린 수원 FC와의 경기에서 안산 이적 후 첫 골을 기록했다.
2019시즌 여름 이적시장에서 광주 FC에 입단했다.
2020시즌 여름 이적시장을 통해 K3리그의 대전 한국철도로 이적했다.

## 수상

### 팀

#### 광주 FC
- K리그2 우승: 2019